# 186142 Gillespie
186142 Gillespie este o planetă minoră (asteroid) din centura de asteroizi. A fost descoperită pe 14 octombrie 2001 la Observatorul Apache Point de Sloan Digital Sky Survey. 
Obiectul prezintă o orbită caracterizată de o semiaxă mare de 2,7831318764005 UAi, o excentricitate de 0,25, o înclinație de 8,8 ° în raport cu ecliptica.